# Parco nazionale delle grotte di Naracoorte
Il Parco nazionale delle grotte di Naracoorte (Naracoorte Caves National Park) è un'area naturale protetta dell'Australia, nella regione turistica della Limestone Coast, nel sudest dell'Australia Meridionale.
Nel 1994 è stato inserito nell'elenco dei Patrimoni dell'umanità dell'UNESCO per i numerosissimi ritrovamenti di fossili.
All'interno del Parco si trovano 6 km² di vegetazione e 26 grotte. Solo quattro sono aperte al pubblico. Il divieto di accesso alle altre grotte è dovuto al fatto che sono importanti per la ricerca scientifica e anche per la protezione delle grotte e del loro contenuto. Molte delle grotte contengono spettacolari stalattiti e stalagmiti.
Il calcare di questa regione si è formato grazie a coralli e altre creature marine 200 milioni di anni fa e, nuovamente, 20 milioni di anni fa, quando l'intera zona era sotto il livello del mare. Da quando Naracoorte si trova al di sopra del livello delle acque, l'erosione ha creato le caverne, che sovente si trovano appena al di sotto del suolo e possono essere pericolose trappole per gli imprudenti. Questa è infatti la causa del grande numero di fossili che si trovano nelle grotte: mammiferi e altre creature terricole sono nei secoli cadute e rimaste intrappolate all'interno, senza possibilità d'uscita.
I fossili sono stati preservati dal terriccio caduto all'interno e stratificatosi nel tempo. In alcune zone lo strato di limo è spesso oltre 20 metri. Alcune di queste zone sono state preservate per essere studiate in futuro, quando saranno disponibili tecnologie e metodi più avanzati per datare e ricostruire i fossili.
Tra le caverne di Naracoorte vi è la Caverna dei Pipistrelli, ove nidificano migliaia e migliaia di pipistrelli ogni anno